# Calabrese
Calabresehästen är en hästras som härstammar från området Kalabrien i Italien varav den har fått sitt namn. Rasen har en lång men i stort sett oförändrad historia och även om den inte är jättekänd utanför Italiens gränser så har den ändå varit en av de få hästraser som inte har förändrats på flera hundra år.

## Historia
Calabresen utvecklades redan innan medeltiden genom korsningar av inhemska hästar med diverse orientaliska och spanska hästar. Under medeltiden användes hästarna som jordbrukshästar och speciellt för kungar och knektar under krigen då rasen var tillräckligt stark för att orka med vikten av en man klädd i pansar och med tunga vapen.
Efter medeltiden har rasen avlats som jordbruks- och ridhäst men under senare 1500-talet blandade man in Arabiskt fullblod och Andalusier för att ge ett mer ädelt intryck och mer lekfullhet i rasen. Efter denna inblandning har rasen hållits helt ren från inavel av andra raser.

## Egenskaper
Calabresehästen har ett gott temperament och sägs vara en häst som är livlig och glad. Rasen bär fortfarande på arvet sedan medeltiden och är väldigt viktbärande, stark och tålig. Hästens exteriör har gett den fria rörelser och en bra förmåga att gå i rätt form.